# Хлучин, Виталий Степанович
Виталий Степанович Хлучин (13 июля 1940, Баку — 19 февраля 2020, Москва) — советский футболист, полузащитник; российский тренер.

## Биография
Виталий Хлучин родился 13 июля 1940 года в городе Баку (сейчас в Азербайджане).
Окончил Азербайджанский институт физической культуры имени С. М. Кирова в Баку.
Играл в футбол на позиции полузащитника. В 1959 году дебютировал в бакинском «Нефтянике», проведя 2 матча в классе «Б». В 1960 году играл в классе «А», сыграл в 3 поединках чемпионата СССР.
В 1963 году вернулся в заявку «Нефтяника», но не сыграл ни одного матча за главную команду. Играл за дубль, забил 1 мяч в турнире дублёров.
В следующих двух сезонах был игроком ярославского «Шинника», проведя по одному матчу в первой группе класса «А» в 1964 году и во второй группе класса «А» в 1965 году.
В 1966 году вновь вошёл в заявку «Нефтяника», но опять не провёл ни одной встречи. В том же году перебрался в сумгаитский «Полад», выступавший в классе «Б». Выступал за него и в 1967 году. В 1968—1970 годах играл в классе «Б» за нахичеванский «Араз».
Мастер спорта СССР.
По окончании игровой карьеры стал тренером. В 1990-е годы был тренером бакинского «Нефтчи». В дальнейшем работал тренером-преподавателем ДЮСШ «Старый Городок» в Одинцовском районе Московской области.
Заслуженный тренер Азербайджанской ССР.
Умер 19 февраля 2020 года в городе Москва.